# Wolf-Günter Leidel
Wolf-Günter Leidel (* 14. Dezember 1949 in Königsee) ist ein deutscher Komponist, Pianist/Organist und Musikproduzent.

## Leben
Leidel studierte von 1968 bis 1974 Dirigieren, Komposition, Klavier und Korrepetition an der Hochschule für Musik Franz Liszt Weimar. Im Jahr 1972 traf er auf den französischen Komponisten Olivier Messiaen, mit dem er dann eine Brieffreundschaft unterhielt. Von 1974 bis 1983 war er Ballettrepetitor und ab 1979 Kapellmeister und Komponist für Schauspielmusik am Deutschen Nationaltheater Weimar. 1978 begann er seine Lehrtätigkeit an der Musikhochschule Weimar, wo er u. a. Komposition, Musiktheorie und Partiturspiel unterrichtete. Von 1983 bis 1985 war er Meisterschüler für Komposition bei Reiner Bredemeyer an der Akademie der Künste zu Berlin. Außerdem arbeitete er als freischaffender Komponist und Chorleiter. Von 1991 bis 1993 war er im Lehrauftrag für Komposition an der Hochschule für Musik und Theater „Felix Mendelssohn Bartholdy“ Leipzig tätig. Von 1993 bis 2012 wirkte er als Professor für Musiktheorie in Weimar. 1995 war er Leiter der Internationalen Tagung der Gesellschaft der Orgelfreunde. Er wirkt darüber hinaus als Organist an der Herz-Jesu-Kirche in Weimar und ist seit 2004 Vorsitzender des Vereins zur Förderung spätromantischer Musik „vox coelestis“. Seine Kompositionen umfassen Orchester- und Kammermusik, Orgelwerke sowie Lieder.

## Auszeichnungen
- 2015 Verdienstmedaille des Verdienstordens der Bundesrepublik Deutschland (Bundesverdienstkreuz)
- 1976 Erste Preise beim Improvisationswettbewerb der DDR in den Fächern Orgel, Klavier und Elektrium